# Liste der Kulturgüter in Sainte-Croix
Die Liste der Kulturgüter in Sainte-Croix enthält alle Objekte in der Gemeinde Sainte-Croix im Kanton Waadt, die gemäss der Haager Konvention zum Schutz von Kulturgut bei bewaffneten Konflikten, dem Bundesgesetz vom 20. Juni 2014 über den Schutz der Kulturgüter bei bewaffneten Konflikten sowie der Verordnung vom 29. Oktober 2014 über den Schutz der Kulturgüter bei bewaffneten Konflikten unter Schutz stehen.
Objekte der Kategorie A sind im Gemeindegebiet nicht ausgewiesen, Objekte der Kategorie B sind vollständig in der Liste enthalten, Objekte der Kategorie C fehlen zurzeit (Stand: 1. Januar 2023).

## Kulturgüter
| Foto |                                                                                            | Objekt | Kat. | Typ | Standort                                 | Beschreibung |
| ---- | ------------------------------------------------------------------------------------------ | --- | ---- | --- | ---------------------------------------- | ------------ |
| BW   | Datei hochladen                                                                            | Côte de Vuiteboeuf, Siedlungen von der Bronzezeit bis zur Neuzeit entlang der Wege / Côte de Vuiteboeuf, occupations de l’âge du bronze à l’époque moderne le long des voies KGS-Nr.: 16524                                                                                                  | A    | F   | 531880 / 185100                          |              |
| ja   | Datei hochladen · Wikidata zu Reformierte Kirche (Q29891516)                               | Reformierte Kirche / Temple KGS-Nr.: 06479 | B    | G   | Place du Temple 4 528609 / 186208        |              |
| BW   | Datei hochladen · Wikidata zu Berner Bauernhaus (Q29891517)                                | Berner Bauernhaus / Ferme bernoise KGS-Nr.: 06480 | B    | G   | Vers-chez-Jaccard 8–10 529339 / 185790   |              |
| ja   | Datei hochladen                                                                            | Ehemalige Fabriken Paillard, Hermes und Bolex / Anciennes fabriques Paillard, Hermes et Bolex KGS-Nr.: 09293 | B    | G   | Rue de l’Industrie 9–19 528617 / 185920  |              |
| ja   | Datei hochladen · Wikidata zu Musée Baud (Q3329091)                                        | Musée Baud KGS-Nr.: 10681 | B    | S   | Grand-Rue 23, L’Auberson 526160 / 185824 |              |
| ja   | Datei hochladen · Wikidata zu Museum CIMA, Automaten- und Musikautomaten-Museum (Q3329661) | Spieldosen- und Musikautomatenmuseum (CIMA) / Musée de boîtes à musique et d’automates (CIMA) KGS-Nr.: 10686 | B    | S   | Rue de l’Industrie 2 528616 / 185957     |              |
| BW   | Datei hochladen · Wikidata zu (Q29891511)                                                  | Haus (Kunst- und Wissenschaftsmuseum) / Maison (Musée des arts et des sciences) KGS-Nr.: 14736 | B    | G   | Avenue des Alpes 10 528652 / 185990      |              |
| BW   | Datei hochladen · Wikidata zu Musée des Arts et de Sciences (Q27488710)                    | Kunst- und Wissenschaftsmuseum / Musée des arts et des sciences KGS-Nr.: 14737 | B    | S   | Avenue des Alpes 10 528650 / 185981      |              |
| BW   | Datei hochladen · Wikidata zu (Q29891509)                                                  | Schluchten von Covatannaz: Felsunterstände, prä- und protohistorische Besiedlung, Kultstätte der Römerzeit und der Spätantike / Gorges de Covatannaz. Abris sous-roches, occupations pré- et proto-historiques, lieu de culte de l’époque romaine et de la fin de l’antiquité KGS-Nr.: 14739 | B    | F   | 530986 / 185311                          |              |
| BW   | Datei hochladen · Wikidata zu Burgruine Franc-Castel (Q29891514)                           | Mittelalterliche Burgruine Franc-Castel / Ruines du château médiéval de Franc-Castel KGS-Nr.: 14741 | B    | F   | Rue du Franc-Castel 527318 / 187289      |              |